# Dogfight
En dogfight eller dog fight (direkte oversat: et 'hundeslagsmål') er en luftkamp på tæt hold mellem jagerfly. Den første dogfight skete allerede før 1. verdenskrig, under den Mexicanske revolution, kort efter at flyvemaskinen var blevet opfundet. Det har været en del af de fleste krige siden, selv om man efter 2. verdenskrig mente at høje flyvehastigheder og missiler ville overflødiggøre dogfighting.
Det officielle, moderne udtryk for dogfighting er air combat maneuvering (ACM, overs. 'luftkampmanøvrering') som refererer til taktiske situationer der kræver anvendelse af individuelle basic fighter maneuvers (BFM, overs. 'grundlæggende jagermanøvrer') for at angribe eller unddrage sig forfølgelse af en eller flere modstandere. Dette adskiller sig fra luftkrigsførelse, som omhandler strategierne ved planlægning og udførelse af forskellige missioner.
Både et fly og en pilot kan vurderes på evnerne som 'dogfighter'.

## Etymologi
Betegnelsen 'dogfight' har igennem århundreder været benyttet til at beskrive en indædt og hurtig nærkamp mellem to eller flere modstandere. Udtrykket blev særligt populært under 2. verdenskrig, selv om dets oprindelse i forbindelse med luftkamp kan spores til sidste halvdel af 1. verdenskrig. Den første skrevne reference til den moderne anvendelse af udtrykket kommer fra bogen Fly Papers, af A. E. Illingworth, i 1919:
| Citat | “Luftslaget udvikler sig til en ‘dog-fight’, små grupper af flyvemaskiner engagerer hinanden i en kamp til døden.” | Citat |
|       | |       |

## Historie

### Den mexicanske revolution
Det første tilfælde af luftkamp mellem to fly skete den 30. november 1913 under den Mexicanske revolution, imellem to amerikanske lejesoldater, Dean Ivan Lamb og Phil Rader, som kæmpede for hver sin side i konflikten. Begge havde ordre til at dræbe, men havde ingen intentioner om at gøre hinanden fortræd. De udvekslede byger af pistolskud, som de med fortsæt plaffede harmløst forbi hinanden, indtil de begge løb tør for ammunition.

### 1. verdenskrig
Dogfighting opstod som begreb under 1. verdenskrig. Man havde lige siden Brødrene Wrights opfindelse af flyvemaskinen i 1903 forsøgt at finde metoder til at udnytte opfindelsen til krigsførelse. Oprindeligt blev flyene anvendt som mobile observationsposter, og de første piloter tænkte ikke meget over luftkamp. Flyvemaskinerne demonstrerede deres værdi ved at opdage den skjulte tyske fremrykning mod Paris i krigens anden måned.
Til at begynde med hilste fjendtlige piloter pænt på hinanden når de mødtes i luften, sidenhen truede de af hinanden med knyttede næver. På trods af de tidlige flys ringe bæreevne forsøgte nogle piloter at angribe modparten med improviserede metoder; f.eks. smed de med mursten eller tovværk (i håbet om at det ville vikle sig ind i modstanderens propel), senere håndgranater, og snart affyrede piloterne pistoler eller karabiner efter hinanden.
Den første dogfight foregik under Slaget om Cer (15–24. august 1914), hvor en serbisk pilot mødte et østrig-ungarsk fly under en rekognosceringsmission over østrig-ungarske stillinger. Til at begynde med vinkede den østrig-ungarske pilot af serberen, som vinkede tilbage, men så begyndte østrig-ungareren at skyde mod serberen med sin revolver. Serberen undslap, men i løbet af et par uger var alle serbiske og østrig-ungarske fly udrustet med maskingeværer.
I august 1914 vædrede en russisk pilot et fjendtligt fly, og i oktober 1914 blev det første fly skudt ned over Reims i Frankrig med en pistol. Da de første maskingeværer blev monteret på flyene, enten i en drejeaffutage eller fast på vingerne, begyndte luftkampens æra.
Det største problem var at få monteret et maskingevær på et fly så det kunne blive affyret lige forud, igennem propellen, og sigtet ved at styre flyet så det pegede direkte imod fjenden. Denne placering af maskingeværet ville normalt skyde propellen af flyet. Piloten Roland Garros løste delvist problemet ved at montere stålskjolde på propellen af et Morane Saulnier monoplan. Han opnåede tre sejre, men blev nødt til at nødlande bag fjendens linjer på grund af motorsvigt, og blev overmandet før han kunne nå at brænde sit fly. Vraget blev bragt til Anthony Fokker, en hollandsk flydesigner, der byggede fly for tyskerne. Han undersøgte skjoldene og fandt dem utilfredsstillende. En af hans ansatte, Heinrich Lübbe, opfandt en simpel synkroniseringsmekanisme som forbandt en MG 08 Maxim maskingevær-afbryder til propellen. Herefter anvendte Fokker synkroniseringen på alle sine fly. Tyskerne opnåede herefter luftoverlegenhed fra august 1915 til først i 1916 ("Fokker-svøben", engelsk "The Fokker Scourge") takket være Fokker E.I og dens fremadrettede, synkroniserede maskingevær.
Der fandtes ikke nogen taktisk doktrin for luftkamp i begyndelsen af krigen. Piloter som Max Immelmann, Oswald Boelcke, Albert Ball og Mick Mannock måtte selv opfinde manøvrerne og reglerne, og både Boelcke og Mannock fik lavet og nedskrevet et sæt 'regler' for luftkamp; den mest berømte af disse er "Dicta Boelcke". Boelckes koncepter, som blev skabt i 1916, er gyldige den dag i dag:

1) Sørg for at have en fordel før du angriber. Angrib altid med solen i ryggen.

2) Gennemfør altid et angreb, som du har påbegyndt.

3) Skyd først når du er tæt på, og kun når du har modstandere ordentligt i sigtet.

4) Slip ikke modstanderen af syne, og bliv ikke narret af tricks.

5) I enhver form for angreb er det nødvendigt at angribe modstanderen bagfra.

6) Hvis modstanderen angriber dig i et dyk, forsøg ikke at undvige, men drej imod ham.

7) Når du er over fjendens linier, glem aldrig ruten for dit tilbagetog.

8) For eskadrillen: angrib principielt kun i grupper på fire eller seks. Når kampen bryder op i enkeltkampe, vær sikker på at der ikke er flere der går efter en enkelt modstander.

Piloter, der skød fem eller flere modstandere ned, blev kendt som esser. Den mest berømte af dem alle var den Røde Baron, Manfred von Richthofen.
Ved slutningen af krigen var de primitive fly fra kun ti år tidligere blevet forvandlet til hurtige og kraftige jagefly med svær bevæbning, og den grundlæggende taktik for luftkamp var blevet fastlagt.

### Den spanske borgerkrig
Efter 1. verdenskrig blev flyteknologien hurtigt mere avanceret. Allerede i 1936 begyndte man at teoretisere at dogfighting tilhørte fortiden, eftersom flyene opnåede hastigheder på over 400 km/t (215 knob, 250 mph). Erfaringerne fra den Spanske borgerkrig viste hurtigt, at teorien var forkert.
Ved begyndelsen af konflikten blev nye taktikker udviklet, mest udpræget i Luftwaffes Legion Condor. Løjtnant Werner Mölders foreslog at opgive standard “V”-formationen med tre fly som dengang blev brugt i kamp, og sendte jagerne afsted i roder på to. Han startede dermed metoden med at have en wingman eller makker med sig. Han anbefalede endvidere, at roder, der kom i kamp, skulle øge afstanden mellem sig, i stedet for at holde en tæt formation, en forløber for combat spread-manøvren. Han trænede sine piloter til at flyve om natten, og kun at flyve efter instrumenterne. Med de nye metoder, og med de nyeste Bf 109-jagere, lykkedes det for tyskerne at nedskyde 22 republikanske jagere over fem dage, uden selv at lide tab.

### 2. verdenskrig

#### Udviklingen af jagerfly
I løbet af 1930'erne var der to forskellige idésæt om udviklingen af jagerfly til luftkamp. Særligt i Japan og Italien var der en stærk overbevisning om, at en relativt let bevæbnet, men stærkt manøvredygtig jager, ville have den primære rolle i en dogfight. Japanerne udviklede fly som Nakajima Ki-27, Nakajima Ki-43 og den berømte Mitsubishi A6M Zero, og i Italien repræsenterede Fiat G.50 og Macchi C.200 dette koncept.
Den anden linje, som primært viste sig i Storbritannien, Nazi-Tyskland, Sovjetunionen og i USA, var af den overbevisning, at den høje fart og de store g-kræfter ville umuliggøre dogfights. Jagere som Messerschmitt Bf 109, Supermarine Spitfire, Jakovlev Jak-1 og Curtiss P-40 er alle designet til høj fart og god stigeevne. God manøvreevne var ikke et primært ønske.
Umiddelbart efter den Spanske borgerkrig brød ud før 2. verdenskrig blev dogfights mere udbredt end nogensinde før. Det var dengang en udbredt opfattelse, at strategisk bombning var lig med luftoverlegenhed; en fejl, der ikke ville blive fuldt forstået før Vietnamkrigen. Efter de fejlagtige konklusioner i Spanien, blev der lagt stor vægt på præcisionen af bombeangreb. Nødvendigheden af at stoppe bombeflyene fra at nå deres mål, eller for at beskytte dem på deres missioner, blev det primære formål med de fleste af tidens dogfights.

#### Teknologi
De forskellige flyteknologier avancerede med stormskridt under krigen. Jetmotoren blev opfundet; uafhængigt af hinanden opfandt Hans von Ohain motoren i Tyskland i 1934, og i England løste Frank Whittle den samme opgave i 1937. Messerschmitt Me 262 var den første jetjager, der blev anvendt i kamp. Med en fart på over 800 km/t (430 knob) var den næsten urørlig og begyndte at gøre indhug i de Allieredes bombefly i 1944. Samme år testede briterne Gloster Meteor, som kun endte med at være i begrænset tjeneste i 2. verdenskrig, men som viste sig nyttig under Koreakrigen. Andre banebrydende opfindelser fra denne tid var udviklingen af radar og luft til luft-missiler.

#### Dogfights over Europa
Dogfights havde en prominent rolle i himlen over Europa. Det franske luftvåben, som havde været en af hovedaktørerne under 1. verdenskrig, var nu dårligt udrustet og organiseret og blev hurtigt undertrykt af de tyske fremmarch i begyndelsen af krigen. De britiske Hurricane-eskadriller der var udstationeret i Frankrig bed fra sig, men var ikke specielt effektive uden en fornuftig ledelse.
Ved evakueringen ved Dunkerque formåede de britiske jagere at holde de fleste tyske fly væk fra evakueringsområdet ved at inddrage dem i dogfights. De færreste soldater på stranden så dog disse luftkampe, eftersom de blev udkæmpet et stykke borte, og var efterfølgende ikke imponerede over RAF's indsats.
Med starten af Slaget om England blev dogfights den fremherskende luftkampform. Tyskerne ville sende bombefly mod England, beskyttet af jagerfly, og briterne ville forsøge at stoppe bombeflyene. Tyskerne forsøgte at lokke de britiske jagere til dogfights, i den tro at de var overlegne; i praksis ville den tyske Messerschmitt Bf 109 i det store og hele være jævnbyrdig med Supermarine Spitfire, og en Bf 109 var kun overlegen over for en Hurricane i dyk og stigninger. Kunne en Hurricane-pilot narre tyskeren til at følge ham i en horisontal drejning, ville Hurricanens manøvredygtighed gøre udslaget. Det gav anledning til et besynderligt snobberi blandt tilfangetagne tyske piloter: de ville stædigt hævde at de var blevet skudt ned af en Spitfire, selv om det oftere var en Hurricane de havde ramt dem; under Slaget om England vandt Hurricane 1.593 luftsejre mod Spitfires 1.146.
Sydafrikaneren Adolph Malan, bedre kendt som Sailor Malan, lavede en liste over regler for luftkamp, reelt en redigeret udgave af Dicta Boelcke. Malans liste blev hængt op i alle RAF's beredskabshytter:

 1) Vent til du kan se det hvide i hans øjne. Fyr korte byger på et til to sekunder, men kun når sigtet er på målet.

 2) Når du skyder så tænk ikke på noget som helst andet, spænd hele kroppen: hav begge hænder på styrepinden: koncentrer dig om sigtet.

 3) Hold altid skarpt udkik. "Keep your finger out". 

 4) Højde giver dig initiativet.

 5) Drej altid imod et angreb.

 6) Træf beslutninger hurtigt. Det er bedre at handle hurtigt selvom taktikken ikke er så god.

 7) Flyv aldrig ligeud i mere end 30 sekunder i kampzonen.

 8) Når du dykker for at angribe, lad en del af din formation blive oppe for at give rygdækning.

 9) INITIATIV, AGGRESSION, DISCIPLIN, og TEAMWORK er ord der BETYDER noget i luftkamp.

10) Gå ind i en fart – ram hårdt – væk igen!

En typisk dogfight er beskrevet af en anonym pilot:

Jeg var i hans blinde vinkel, og kunne se hans fly blive større og større i mit sigte. Men denne tyske pilot var ikke tilfreds med at flyve ligeud. Før jeg kunne skyde, trak hans fly til højre. Han så mig bag halen og flåede styrepinden tilbage, den eneste defensive manøvre hans fly kunne udføre. Jeg krængede min '47 til styrbord, trak pinden tilbage og forsøgte at få ham i sigtet igen. Den voldsomme manøvre påvirkede min krop med voldsomme g-kræfter, og det sortnede for mine øjne efterhånden som blodet blev presset fra mit hoved. Jeg kæmpede hvert eneste sekund imod mørket, og trak hårdere og hårdere i styrepinden for at få fjenden på den nederste ring i sigtet, hvor jeg havde det rette forhold.
Vi fløj begge i en snæver kreds. Bare lidt mere, så har jeg ham. Jeg trykkede på aftrækkeren, og forventede at se 109'eren eksplodere. Jeg har ramt hans vinge. En tres centimeter lang stump røg af hans højre vinge, maskingeværet skar som en kniv igennem den. For lavt, lidt mere ror, så kan jeg ramme cockpittet. Jeg kunne se enkelte indskud højere oppe på vingen, men det var for sent. 109'eren havde opdaget at jeg havde inderbanen i drejet, brød af og forsvandt i en sky. Jeg rettede op, fløj over skybanken og lurede på om han kom ud af den anden side. Det gjorde han ikke. Jeg ville ikke udfordre skæbnen mere, fløj ind i skyerne og satte kursen hjemad.

### Sovjetunionen
Ved starten af krigen var produktionen påbegyndt af tre nye jagere, LaGG-1, Jak-1, og MiG-3. Det sovjetiske luftforsvar havde haft problemer siden 1. verdenskrig. Ved starten af den tyske invasion den 22. juni 1941 blev mere end 2000 sovjetiske fly ødelagt den første dag, og mere end 5000 før oktober. De sovjetiske piloter udkæmpede desperate dogfights over Leningrad, Moskva og Ukraine i over et år.
Til at begynde med benyttedes en 'troika' af fly, ligesom briterne i slaget om England, og også her viste en analyse af kamphandlingerne, at systemet skulle skrottes og erstattes af par, i lighed med det tyske system. Ind imellem benyttede de sovjetiske piloter vædring for at få ram på en fjende. En anden effektiv manøvre var "Sokolinyj udar" (Falkeangreb) hvor en pilot angreb i et dyk med solen i ryggen. Denne manøvre og mange andre taktiske principper blev introduceret af Alexandr Pokrysjkin, en af det sovjetiske luftvåbens største taktikere. Hans berømte motto var "Højde, fart, manøvrer, skyd!" - reelt en ultrakort version af Dicta Boelcke.
På trods af vanskeligheder med moralen, begyndte det sovjetiske luftvåben langsomt og metodisk at genvinde luftherredømmet efter Slaget om Stalingrad i 1943. De to eneste kvinder, der opnåede status som flyveresser, Jekaterina Budanova og Lidija Litvjak, vandt deres sejre under denne kamp.

#### USA og Japan
Japan benyttede Mitsubishi A6M Zero, en jager med en meget lav egenvægt, men kendt for sin meget store rækkevidde og fremragende manøvreevne. Det amerikanske militær testede en intakt Mitsubishi A6M2 som de fik erobret i 1942, og anbefalingen lød bagefter "Forsøg aldrig at dogfighte en Zero." Selv om dens motor havde en ret ringe effekt, havde Zeroen en meget lav vingebelastning, en meget lille vendekreds, topfart over 530 km/t (286 knob) og kunne stige hurtigere end alle daværende jagere fra USA. Derimod var den betydeligt dårligere pansret end fly fra USA.
Piloten orlogskaptajn John S. "Jimmy" Thach fandt en løsning på problemet. Han havde læst de tidlige rapporter om Zero’en, og døjede med at hans Grumman F4F Wildcat var både langsommere og betydeligt mindre manøvredygtig end de japanske fly. Han opfandt en defensiv manøvre, senere opkaldt efter ham, "Thach Weave": en leder og hans wingman ville flyve omkring 60 meter fra hinanden i stedet for i tæt formation, og hele tiden skifte side i et 'S' mønster så de krydsede hinandens spor, når de var under angreb af japanske jagere. En Zero ville 'bide sig fast' i halen på en Wildcat. De to Wildcats ville dreje imod hinanden, og hvis japaneren blev liggende bag sit oprindelige mål, ville den bringe sig selv foran den anden jagers maskingeværer, og jægeren ville blive den jagede.
Thach fik afprøvet sin teori under Slaget om Midway i juni 1942. Taktikken viste sig effektiv og blev hurtigt overtaget af andre eskadriller. Thach Weave kunne kompensere for de amerikanske flys underlegenhed i manøvreevne og antal, indtil nyere jagerfly blev taget i brug. Strategien er stadig effektiv nu om dage.
En anden effektiv manøvre, som de amerikanske piloter benyttede, var et simpelt break, at dreje skarpt på tværs af modstanderens flyveretning; dette virkede ret godt, fordi den temmelig store næse på en Zero til dels blokerede pilotens udsyn. Yderligere en god manøvre var et high-side guns pass - man dykkede ned mod en Zero, skød mod den mens man fløj forbi med høj fart, og brugte hastigheden til at vinde højde over kampen og blive klar til et nyt, hurtigt dyk. Fra 1943 begyndte USA at producere fly der var mere velegnede mod japanerne, som for eksempel Grumman F6F Hellcat, og Vought F4U Corsair.

### Jetalderen

#### Koreakrigen
Efter 2. verdenskrig blev der stillet spørgsmål ved den fremtidige nytte af jagerfly. Dette skete særligt i USA, som fokuserede på små og hurtige langdistance-bombere, der var i stand til at aflevere kernevåben. Koreakrigen begyndte i juni 1950, og nordkoreanerne var underlegne overfor U.S. Air Force. Krigen var næsten ovre i oktober, med næsten hele Nordkorea besat, men den 1. november gik kinesiske MiG-15 til angreb. Kineserne begyndte at forsyne Nordkorea med tropper og materiel, og krigen blev voldsommere og rykkede sydpå igen.
MiG-15 var ikke bare en klasse bedre, men også 160 km/t hurtigere end den amerikanske Lockheed F-80 Shooting Star, og benyttede den samme dyk-og-skyd taktik, som amerikanerne havde fundet så nyttig imod japanerne. De amerikanske jetfly havde en dårligere bevæbning og led under problemer med både produktion og reservedele. USAF faldt bl.a. tilbage til den forældede, men langt mere manøvredygtige propeljager North American F-51 Mustang som allerede havde gjort tjeneste under 2. verdenskrig. Mustang blev hovedsageligt anvendt til jordmålsangreb og close air support, men var i denne rolle sårbare over for luftværnsild, og en del fly blev skudt ned. Nogle tidligere P-47-piloter foreslog at den mere robuste Republic P-47 Thunderbolt burde anvendes i stedet for, men der var langt flere F-51D til rådighed i USAFs og ANGs lagre.
For at imødegå MiG-jagerne blev North American F-86 Sabre sat i produktion. De amerikanske piloter havde et antal store fordele over for kineserne, heriblandt kanonsigtet med radarafstandsmåling og g-dragten; de kinesiske jagere blev ofte observeret i et spin efter en voldsom drejning, fordi piloten havde mistet bevidstheden. Kineserne var meget kompetente i en dogfight, og store, hvirvlende kampe blev udkæmpet over Korea. Ikke desto mindre havde mange af de amerikanske piloter en meget stærk mistanke om, at nogle af deres modstandere ikke var kinesere, men veltrænede sovjetiske piloter, som amerikanerne kaldte "hanchos," (et japansk ord, som betyder "bosser") - nogle gange blev der i kampens hede ikke snakket kinesisk men russisk i radioen. Major Robinson Risner beretter om en hancho:

Vi så hinanden omtrent samtidigt, og både vi og MiG'erne smed vores droptanke... Han var så langt nede at hans slipstrøm hvirvlede småsten op. Jeg dykkede ned for at fange ham, men for at ramme ham blev jeg nødt til at gå ned i hans jetudstødning. Han lukkede for gassen og foldede luftbremserne ud. Jeg gled op på siden af ham, vingetip ved vingetip. Det så ud som om jeg ville glide foran ham, så jeg lavede en rulning hen over ham og kom ned på hans anden side. I samme øjeblik jeg gjorde dét, lavede han en krap drejning, og trak alle de 'G' han kunne. Den fyr var en fantastisk pilot.

Luftkrigen blev efterhånden skakmat, efterhånden som kampene blev færre og kom til ophør.Skabelon:Hvad menes? Senere, efter Sovjetunionens fald, viste sovjetiske optegnelser at der havde været russiske piloter i luften.

#### Vietnamkrigen
Vietnamkrigen "var den første 'moderne' luftkrig" i hvilken luft-til-luft missiler var det primære våben under luftkamp, og var den eneste konfrontation mellem de nyeste luft- og jordforsvarsteknologier mellem det daværende Sovjetunionen og USA. Hvis USA's flystyrker med succes kunne føre krig imod sovjetisk doktrin og udstyr i luften over Nordvietnam, kunne USAF også formodes at operere med succes imod Sovjetunionen under en massiv krig i Europa. Over Nordvietnam ville fly fra USA angribe de "mest formidable og mest velforsvarede mål i luftkrigens historie."
På dette tidspunkt var dogfighting forsvundet fra USAFs træningsdoktriner, eftersom man mente, at det kun var nødvendigt med missiler til at nedskyde de store bombefly, som man forventede, at Sovjetunionen ville sende. Resultatet blev, at de metoder til luftkamp, som havde været kendt og trænet siden 1. verdenskrig, gik tabt efterhånden som veteranerne fra 2. verdenskrig og Koreakrigen gik på pension uden at kunne lære metoderne fra sig. Dog ville en del amerikanske piloter i hemmelighed træne dogfighting, for i det mindste at have nogen øvelse. Det var ikke før US Navy indførte TOPGUN i 1969 og USAF indførte Red Flag i 1975, at piloterne atter ville blive formelt trænet i dogfighting.
Både de amerikanske og de sovjetiske jagerfly blev primært designet til at opspore bombefly, og at nedskyde dem med luft til luft-missiler. Med nogle få undtagelser, som f.eks. US Navys F-8 Crusader og US Air Forces F-100 Super Sabre, som hver var udrustet med fire stk. 20mm kanoner, var jetjagerne ikke designet til at dogfighte andre jetfly.
Den sovjetiske doktrin foreskrev derimod, at jagerfly blev sendt mod et mål af en Ground Control Interception (GCI) operatør (en operatør på en jordbaseret radarstation). Som en konsekvens heraf ville et indtrængende amerikansk fly først møde jagere, der blev sendt direkte imod dem af en GCI-operatør, der samarbejdede med jord til luft-missil-batterier. Nåede et amerikansk fly forbi jagerne, stod der SAM-batterier og antiluftskyts klar til at modtage dem.
Dette trelags forsvarssystem af GCI-kontrollerede jagere, missiler og antiluftskyts tillod, at nordvietnameserne kunne benytte deres jagerfly på den måde de var designet til: et hurtigt angreb, og derefter forsvinde ud på sikker afstand.
Fra 1967 havde USSR leveret tilstrækkeligt med missilbevæbnede MiG-21 til NVAF, til at nordvietnameserne rutinemæssigt kunne gå i kamp mod amerikanske fly, og til at satse mindre på de bedagede MiG-17. En del nordvietnamesiske piloter foretrak dog stadig MiG-17 på grund af disses højere manøvreevne og lettere vedligeholdelse. Med de ekstra MiG-21, og fra 1969 et antal J-6 (reelt kinesisk licensbyggede MiG-19) blev kampene mellem USAF og NVAF delt op i to områder; MiG-21 angreb i stor højde, og MiG-17 og MiG-19 angreb i lavere højde, hvor deres maskinkanoner var mere effektive.
Som en del af Nordvietnams trelags luftforsvar, var jord til luft-missiler (SAM) blevet en stadigt stigende trussel. I en del af Vietnamkrigen kunne en pilot have en "MiG-dag" eller en "SAM-dag". USAF Brigadegeneral Robin Olds beskriver en SAM-dag:

Nu kommer der en SAM. Tricket er at se affyringen. Du kan se røgen. Den går lige op, flader ud, og så falder første trin af. Hvis den holder en relativt stabil position, så er den på vej op imod dig, og du har problemer. Du er ivrig efter at undvige, men du kan ikke. Hvis du manøvrerer for tidligt drejer den og fanger dig; for sent, så vil den eksplodere så tæt på at de får dig. Hvad du gør i lige præcist det rigtige øjeblik er at dykke så hårdt du kan og trække måske tre negative G ved 550 knob, og så snart den følger dig nedad, stiger du så hårdt som du kan. Missilet kan ikke følge dig og taber forbindelsen.

Dette afsnit fra en USAF folder forklarer en MiG-dag:

"Hvis du ved der er en MiG-21 et sted, eller du taber en af syne og vil finde den igen: flyv ligeud i 15 sekunder, så kik cirka 2 kilometer lige bag dig. Der er den. Sandsynligvis vil du se røgsporet fra et mach-2 Atoll luft til luft-missil før du ser MiG’en. Men husk, det er dér den er! Bare spørg en af de 20 besætninger der blev skudt ned under Operation Linebacker, men som aldrig opdagede at de var under angreb."

Ved slutningen af luftkrigen i 1973 havde USAF nedskudt 202 af kommunisternes MiG-jagere, med et tab af 90 amerikanske fly. 48 af NVAFs fly blev skudt ned af kanonild, og amerikanerne mistede 37 fly på grund af kanonild. Omkring 612 radarstyrede AIM-7 Sparrow missiler blev affyret under krigen og scorede 56 MiG nedskydninger, og 454 varmesøgende AIM-9 Sidewinder missiler blev affyret med 81 luftsejre til følge. Under Operation Rolling Thunder blev 54 AIM-4 Falcon missiler affyret, og klarede 5 nedskydninger. Til sammenligning klarede NVAFs MiG-21 53 nedskydninger med deres AA-2 "Atoll" missiler; det vides ikke hvor mange der blev affyret. De resterende 37 nedskydninger blev udført med kanoner af 23mm, 30mm eller 37mm kaliber.

#### Den israelsk-arabiske konflikt
Den israelsk-arabiske konflikt er en serie krige mellem Israel og de omkringliggende arabiske naboer. De krige, hvor der forekom dogfighting, skete mellem 1948 og 1985. Den første af krigene udbrød den 14. maj 1948, hvor staten Israel blev udråbt, dagen før udløbet af Storbritanniens overhøjhed over Mandatområdet i Palæstina. Den første arabisk-israelske krig i 1948 blev fulgt af Suez-krigen i 1956, Seksdageskrigen i 1967, Udmattelseskrigen (1968-70), Yom Kippur-krigen i 1973, og den første Libanesiske krig i 1982.
I begyndelsen af krigene benyttede begge sider propelfly som Spitfire, Avia S-199 og P-51 Mustang, og fortsatte med ældre jets som MiG-15, Dassault Mystere og Dassault Mirage. I de sidste krige var der dogfights mellem moderne fly som F-15 og F-16 imod MiG-21 og MiG-25. Selv om israelerne sædvanligvis var i undertal, klarede de at slå luftvåbnene fra Egypten, Jordan og Syrien i dogfights, og opnåede ofte en "kill ratio" mellem 10:1 og op til 20:1, hvilket sædvanligvis tilskrives en bedre træning af de israelske piloter og teknologiske fordele.

#### De Indisk-Pakistanske krige
Under den Indisk-Pakistanske krig i september 1965 foretog begge sider i tusindvis af flyvninger, offensive og defensive. Begge sider hævdede at have vundet luftkrigen: Pakistan hævdede at have ødelagt 104 fly og selv mistet 19, mens Indien hævdede at have ødelagt 73 fly og selv mistet 35. På trods af intense luftkampe var konflikten reelt set uafgjort.
Sidst i 1971 førte ønsket om uafhængighed i det daværende Østpakistan til Bangladeshkrigen mellem Indien og Pakistan. Den 22. november 1971, 10 dage før krigsudbruddet, angreb fire PAF (pakistanske luftvåben) F-86 Sabre jets indiske og Mukti Bahini-positioner ved Garibpur, nær grænsen. To af de fire pakistanske Sabres blev skudt ned af indiske Folland Gnat, og en blev beskadiget. Den 3. december erklærede Indien formelt krig mod Pakistan, efter at PAF havde forsøgt voldsomme forebyggende angreb imod et antal IAF-baser. IAF (indiske luftvåben) led ikke væsentligt under angrebene, eftersom angrebene var forudset, og man var forberedt på dem. Inderne besvarede hurtigt de pakistanske luftangreb, hvorefter PAF i det store og hele kun udførte defensive flyvninger.
Inden for de første to uger havde IAF fløjet næsten 12.000 angreb over Østpakistan og opnået luftoverlegenhed, og Østpakistans infrastruktur led alvorlig skade.
IAF var i stand til at udføre mange forskellige typer flyvninger, hvorimod PAF, som havde fokuseret på dogfighting, blev sat ud af spillet i løbet af den første uge. De PAF-fly der overlevede, havde søgt tilflugt i Iran eller stod skjult i betonbunkers.
Fjendtlighederne blev officielt indstillet kl. 14:30 GMT den 17. december, efter Daccas fald den 15. december, og Østpakistan havde vundet uafhængighed under navnet Bangladesh. Ved krigens slutning hævdede IAF at have ødelagt 94 PAF-fly og fløjet over 16.000 togter både på øst- og vestfronten. PAF fløj omkring 2.870 togter. Ifølge en neutral vurdering gik omkring 45 IAF- og 75 PAF-fly tabt. PAF's tab inkluderede ikke de lånte F-6, Mirage III, eller de seks jordanske F-104, som ikke blev returneret til donorerne. Ubalancen i tabene blev forklaret med det langt større antal togter fløjet af IAF, og deres overvægt af jordmålsangreb. Alt i alt var denne krig et alvorligt nederlag for Pakistan.

#### Falklandskrigen
Falklandskrigen begyndte den 2. april 1982, da Argentina invaderede Falklandsøerne såvel som øerne South Georgia og South Sandwich Islands, som alle var britiske oversøiske territorier. Fordi Storbritannien ikke havde militære baser i nærheden, og kun et lille antal hangarskibe, forventede argentinerne ikke et britisk modtræk, men allerede den 5. april sendte briterne deres hangarskibe afsted mod Falklandsøerne med Sea Harrier 'Jump-jets' ombord. Sea Harrier var oprindeligt designet til sømålsangreb eller for at afskære sovjetiske bombefly; flyene måtte derfor modificeres, og piloterne have ekstra træning.
Argentinerne var i overtal, men deres styrker bestod hovedsageligt af ældre jetfly fra 1960-erne, som f.eks. Dassault Mirage III og israelske IAI Nesher ("Dagger"). Argentinerne var også besværet af den store distance fra flyvepladserne på fastlandet, og en mangel på tankfly til lufttankning. Ingen af siderne var klar til en krig, men forberedte sig igennem april, mens diplomatiet fejlede. Luftkampene startede den 1. maj, og blev den største maritime konflikt siden 2. verdenskrig. Ved konfliktens afslutning havde argentinerne mistet 20 jagere under dogfights, briterne ingen. Derudover gik et antal fly på begge sider til grunde af andre årsager som f.eks. luftværnsild, bombning og anden beskydning. Amerikanerne leverede de nyeste modeller af Sidewinder-missilet til briterne; disse, og en analyse af Mirage-flyenes kamptaktik, gjorde udslaget.

#### Iran-Irak-krigen
Under Iran-Irak-krigen i 1980–1988 (også kaldet den første golfkrig) blev der udkæmpet mange dogfights mellem den Islamiske Republik Irans Luftvåben (IRIAF) og Saddam Husseins Irakiske luftvåben (IQAF). Først i krigen havde IRIAF overmagten, men henimod slutningen af krigen havde iranerne mistet fordelen på grund af manglende reservedele til deres vestlige fly og forældet udstyr, mens irakerne introducerede nyt fransk og sovjetisk udstyr i deres luftvåben.
De eneste bekræftede dogfights mellem helikoptere i flyvningens historie skete under Iran-Irak-krigen. Den Iranske Hærs AH-1J International 'Cobra'-helikoptere (som regel udgaven udrustet med TOW-missiler) ville gå i kamp med irakiske Mil Mi-24 'Hind'-kamphelikoptere. Hinds er stærkere og hurtigere, mens Cobraerne er mere manøvredygtige. Resultatet af skærmydslerne er omdiskuteret. Der var undertiden endog engagementer mellem iranske Cobraer og irakiske fastvingefly. AH-1J scorede tre bekræftede nedskydninger af MiG-21, hævdede en Su-20 nedskudt, og delte en nedskydning af en MiG-23 — alle ved hjælp af deres 20 mm Gatling-type kanon.

#### Golfkrigen
Under Golfkrigen 1990–91 viste dogfights sig endnu engang nyttig, da Koalitionens flystyrker mødte det irakiske luftvåben, som på daværende tidspunkt var verdens femtestørste. Allerede på andendagen af krigen lykkedes det Koalitionen at opnå luftoverlegenhed. Et stort antal dogfights opstod under den korte konflikt, og ofte involverede de et stort antal fly. Ved slutningen af januar 1991, blev udtrykket "furball" ("hårbolle", noget som katte kaster op: slimet, ulækkert og totalt sammenfiltret) et populært ord til at beskrive den hektiske situation i mange dogfights, som skete samtidigt i et relativt lille luftrum. Ved krigens slutning hævdede USAF at have nedskudt 39 irakiske fly i luftkampe, imod tabet af en enkelt F/A-18 og en drone. Af de 39 sejre blev 36 vundet af F-15 Eagle-jagere.

#### Krigene i Jugoslavien
I løbet af Balkankonflikten, under Kosovokrigen i 1999, blev fem MiG-29 fra Jugoslaviens luftvåben skudt ned under dogfights med NATO-fly. Den første blev skudt ned af en hollandsk F-16AM Falcon, og yderligere to blev skudt ned samme nat af F-15-jagere fra USA. Dagen efter blev endnu to MiG-29 skudt ned, henholdsvis af en F-16 og en F-15.

## Yderligere materiale
- F. M. Cutlack (1941). "The Australian Flying Corps in the Western and Eastern Theatres of War, 1914–1918". Official History of Australia in the War of 1914–1918 Volume VIII (11th udgave). Canberra: Australian War Memorial. Arkiveret fra originalen 9. oktober 2012. Hentet 4. december 2017.
- Hobson, Chris. Vietnam Air Losses, United states Air Force, Navy and Marine Corps Fixed-Wing Aircraft Losses in Southeast Asia 1961-1973. 2001, Midland Publishing. ISBN 1-85780-115-6.
- McCarthy, Donald J. MiG Killers, A Chronology of U.S. Air Victories in Vietnam 1965-1973. 2009, Specialty Press. ISBN 978-1-58007-136-9.
- Michel III, Marshall L. Clashes, Aircombat Over North Vietnam 1965-1973. 1997, Naval Institute Press. ISBN 978-1-59114-519-6.
- Shaw, Robert L. (1985). Fighter Combat: Tactics and Maneuvering. Annapolis, MD: Naval Institute Press. ISBN 0-87021-059-9.